# John Billington

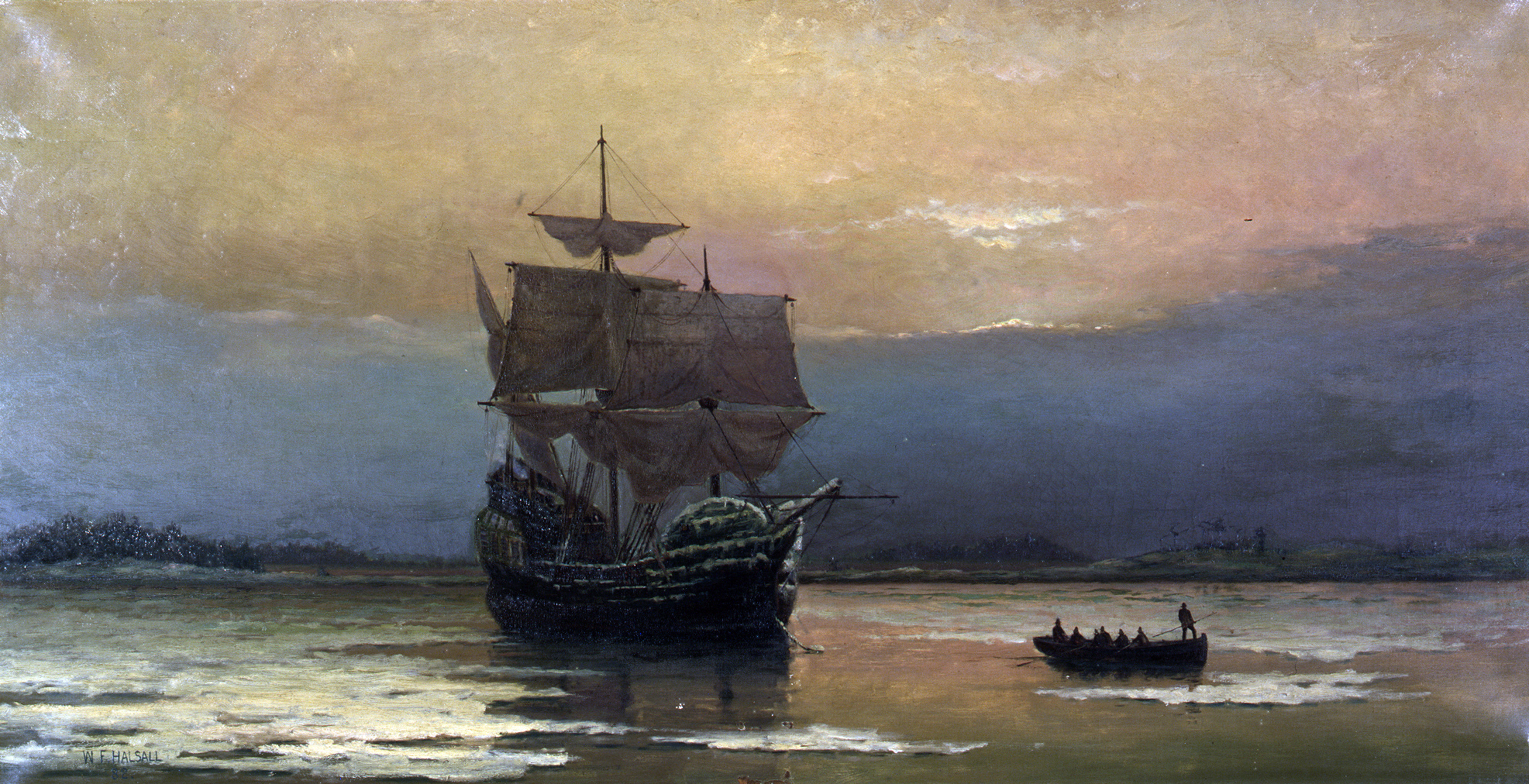
Mayflower im Hafen von Plymouth von William Halsall (1882)

John Billington (auch: Billinton) (* um 1580; † 30. September 1630) war ein Engländer, der auf der Mayflower in die Neue Welt auswanderte und dort zu den Unterzeichnern des Mayflower-Vertrages gehörte.

## Leben
Über sein Leben in England ist nichts bekannt. Sein Sohn Francis wird in einem Pachtvertrag von 1612 erwähnt.

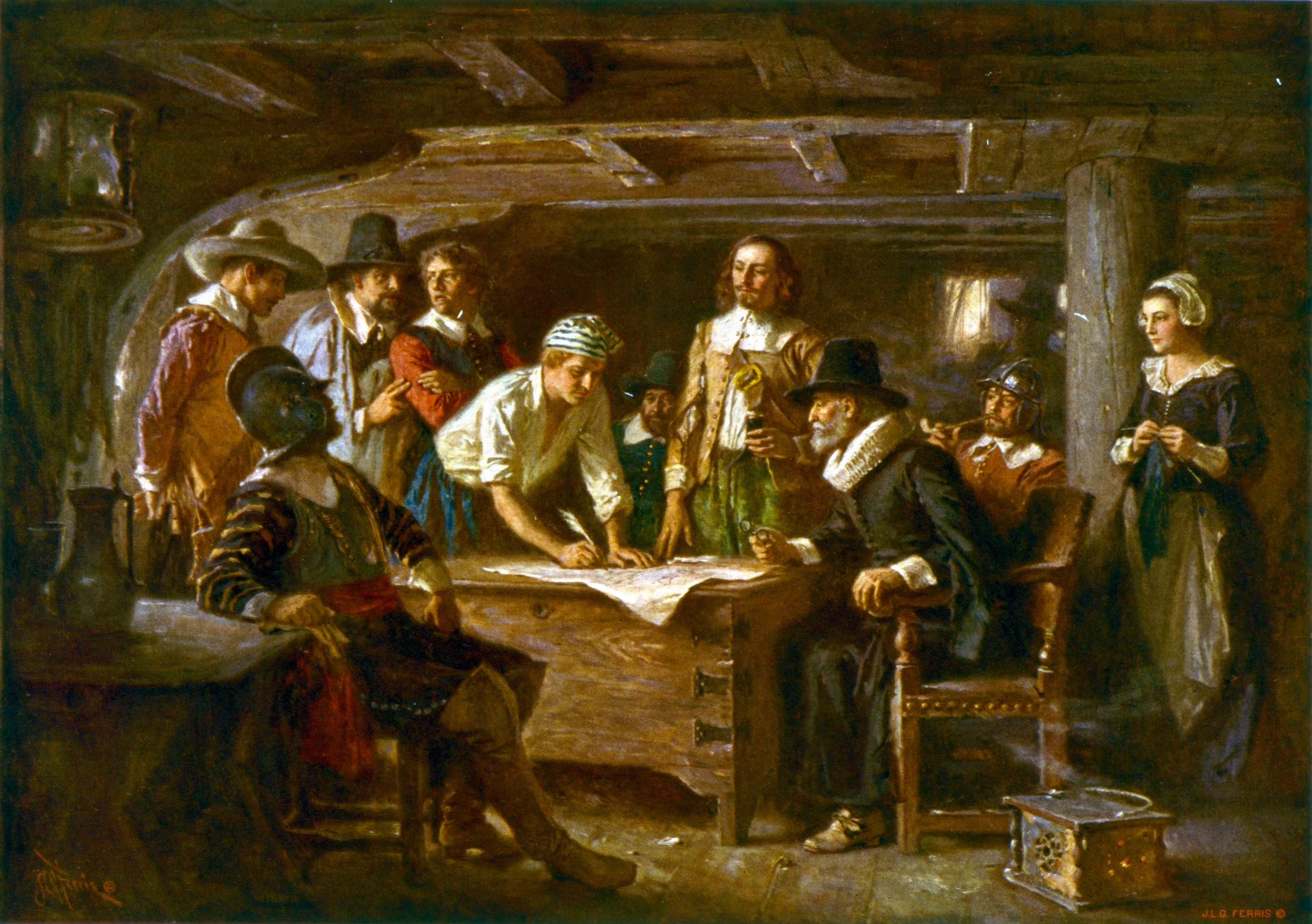
Unterzeichnung des Mayflower-Vertrags 1620, von Jean Leon Gerome Ferris 1899

John Billington verließ England im September 1620 mit seiner Frau Elinor und zwei Söhnen, John jr. (* um 1604) und Francis (* um 1606), auf der Mayflower. Im November erreichten sie Cape Cod.
Die Familie Billington wird in frühen Berichten der Plymouth Colony einige Male erwähnt als Störenfriede. 
Im März 1621 wurde Vater John erstmals bestraft, weil er sich dem Befehl von Myles Standish widersetzte hatte. 
Im September 1630 verurteilte eine Jury John Billington zum Tode durch den Strick wegen des Mordes an John Newcomen; es war die erste Hinrichtung in der Kolonie Plymouth.